# Tamopsis platycephala
Tamopsis platycephala är en spindelart som beskrevs av Baehr 1987. Tamopsis platycephala ingår i släktet Tamopsis och familjen Hersiliidae.
Artens utbredningsområde är Queensland. Inga underarter finns listade i Catalogue of Life.